# Rosie Casals
Rosemary "Rosie" Casals, född 16 september 1948 i San Francisco, Kalifornien, är en amerikansk högerhänt tidigare professionell tennisspelare. Rosie Casals var en av världens fem bästa kvinnliga tennisspelare under perioden 1964–75, och nådde sina största framgångar i dubbel. 
Rosie Casals blev professionell tennisspelare 1968, och vann sammanlagt 10 singel- och 33 dubbeltitlar under karriären, den sista 1988. Hon vann  9 Grand Slam (GS)-titlar i dubbel och 3 i mixed dubbel. Hon spelade dessutom i ytterligare 12 dubbelfinaler i GS-turneringar. Som singelspelare var Casals mindre framgångsrik men nådde ändå två singelfinaler och 4 singelsemifinaler i GS-turneringar.
Rosie Casals upptogs 1996 i International Tennis Hall of Fame.

## Tenniskarriären
Fem av sina Grand Slam-titlar i dubbel vann Rosie Casals i Wimbledonmästerskapen tillsammans med amerikanskan Billie Jean King. I Wimbledon vann hon också 2 titlar i mixed dubbel tillsammans med rumänen Ilie Năstase. Sina 4 dubbeltitlar i US Open vann hon tillsammans med King (1967 och 1974), Judith Tegart Dalton (1971) och Wendy Turnbull (1982). Hon vann mixed dubbeltiteln i US Open 1975 tillsammans med Dick Stockton.
Rosie Casals spelade perioden 1967–81 i det amerikanska Fed Cup-laget. Hon spelade totalt 36 matcher, varav 28 i dubbel. Som partners i dubbelmatcherna hade hon Billie Jean King (12 matcher), Chris Evert (7 matcher) och Kathy Jordan (9 matcher). Hon vann 34 av sina matcher och deltog i det segrande amerikanska laget cup-finalerna 1967, 1976, 1977, 1979, 1980 och 1981. I singel besegrade hon 1967 i världsfinalen brittiskan Virginia Wade (9–7, 8–6). I världsfinalen 1976 förlorade hon sin singelmatch mot Australiens Kerry Reid (6–1, 3–6, 5–7), men vann dubbeln tillsammans med King över Evonne Goolagong/Kerry Reid (7–5, 6–3). Hon var Fed Cup-kapten 1980 och 1981.
Casals deltog i det amerikanska Wightman Cup-laget 1976–82.

## Spelaren och personen
Rosie Casals är dotter till invandrare från El Salvador, och växte upp i San Francisco där hon lärde sig tennisspelets grunder av sin far. Hon är relativt liten till växten och har beskrivits som ett "kraftpaket" på tennisbanan. Hon är en utpräglat attackerande serve-volley-spelare.
Hon var tillsammans med Billie Jean King en av grundarna av WTA och var med i dess styrelse 1974–1984. Hon blev singelsegrare i den allra första turneringen på Virginia Slims Circuit 1970.
Casals är också känd som den spelare som i en Wimbledonturnering i början av 1970-talet blev beordrad av huvuddomaren att byta kläder, eftersom hon kom ut för spel på banan iförd en klänning vars mönster utgjorde reklam för ett cigarettmärke.    
Casals leder numera turneringsverksamheten "Tennis Classics" för manliga och kvinnliga spelare äldre än 30 år. 

## Grand Slam-titlar
(Observera att turneringarna blev "öppna" först under säsongen 1968).
- Wimbledonmästerskapen
  - Dubbel – 1967, 1968, 1970, 1971, 1973
  - Mixed dubbel – 1970, 1972
- US Open
  - Dubbel – 1967, 1971, 1974, 1982
  - Mixed dubbel – 1975